# La Penne-sur-l'Ouvèze
La Penne-sur-l'Ouvèze is een gemeente in het Franse departement Drôme (regio Auvergne-Rhône-Alpes) en telt 93 inwoners (2009). De plaats maakt deel uit van het arrondissement Nyons.

## Geografie
De oppervlakte van La Penne-sur-l'Ouvèze bedraagt 7,1 km², de bevolkingsdichtheid is dus 13,1 inwoners per km².

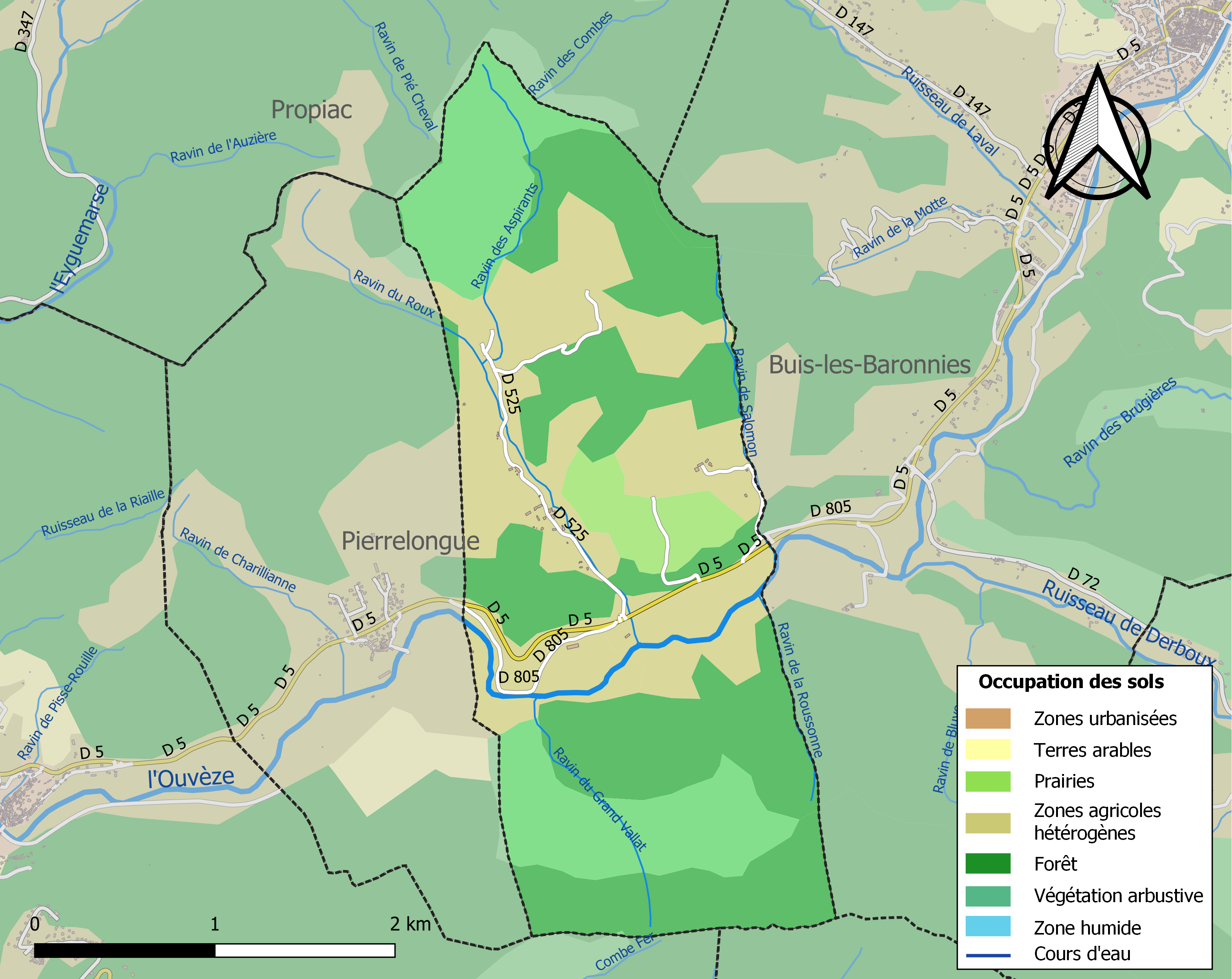
Kaart van de gemeente met belangrijkste infrastructuur, bodemgebruik en omliggende gemeenten

## Demografie
Onderstaande figuur toont het verloop van het inwonertal (bron: INSEE-tellingen).